# E lucevan le stelle
E lucevan' le stelle (Et les étoiles brillaient) est une romance pour ténor chantée par le personnage du peintre Mario Cavaradossi avant son exécution au cours du troisième acte de Tosca, un opéra de Giacomo Puccini sur un livret de Luigi Illica et de Giuseppe Giacosa.

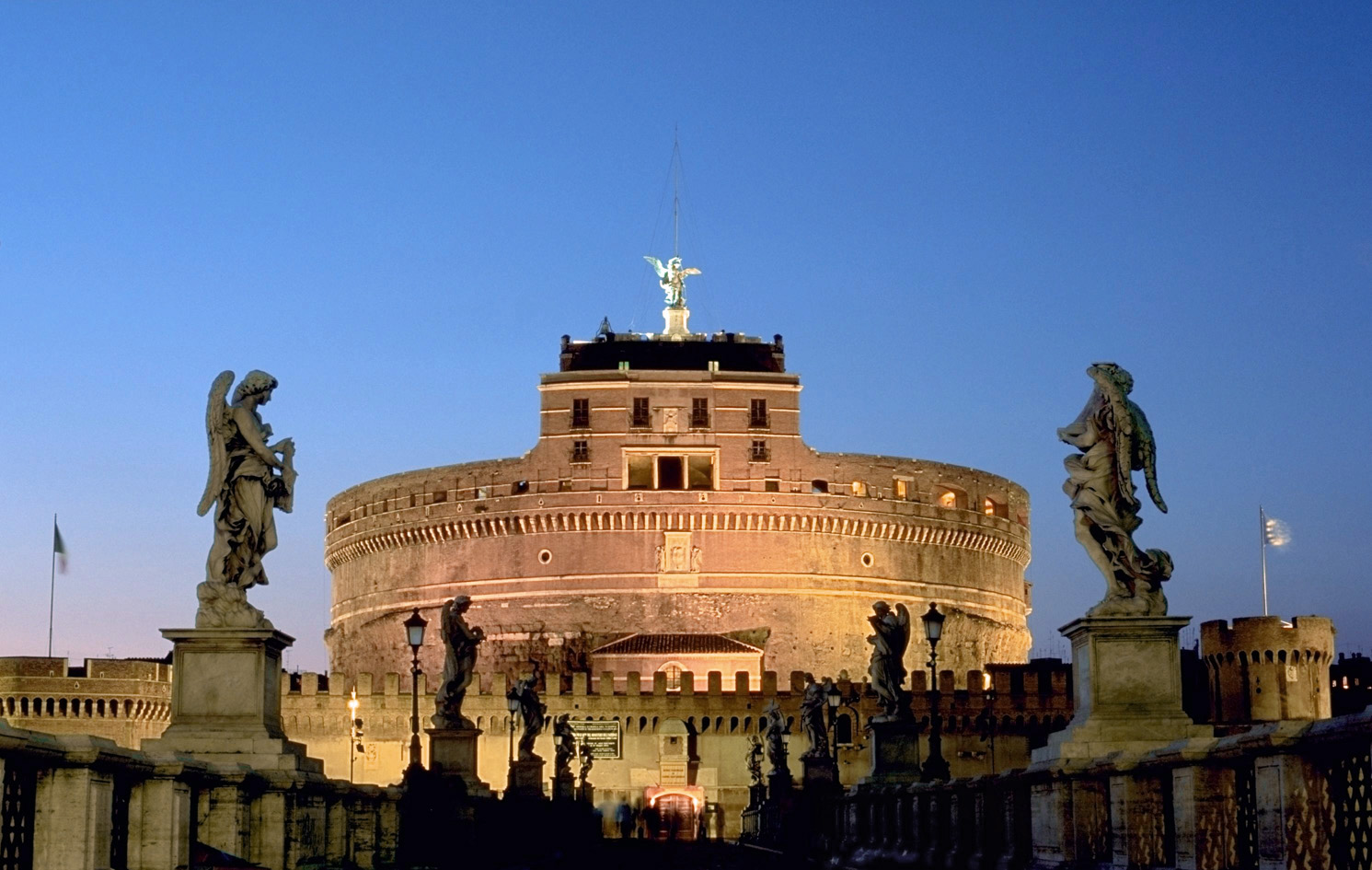
Château Saint-Ange, lieu de la scène de l'aria

Mario Cavaradossi, l'amant de la cantatrice Floria Tosca, attend son exécution imminente au Château Saint-Ange condamné à mort pour avoir aidé à fuir un prisonnier politique, Cesare Angelotti, ancien Consul de la République de Rome, venant de s'échapper du château Saint-Ange. Il se rappelle les moments de bonheur en compagnie de sa maîtresse, fait part de son désespoir et, dans un cri final, de son amour de la vie.
Écrit en Si mineur, il s'agit d'un des airs d'opéra les plus célèbres. La tessiture s'étend du fa dièse3 au la4. L'air est introduit par un solo de clarinette, nostalgique.

## Interprétations notables
L'air a été interprété par des ténors de renom de toutes nationalités comme par exemple Enrico Caruso, Luciano Pavarotti, Jonas Kaufmann, Plácido Domingo ou encore Roberto Alagna.
L'air a aussi été adapté pour être chanté en français sous le nom Le ciel luisait d'étoiles. Cette variante française a notamment été interprétée par des ténors dont Luis Mariano, Georges Thill ou Tony Poncet.

## Livret
| Italien | Traduction française | Texte de l'adaptation en français |
| --- | --- | --- |
| E lucevan le stelle, ed olezzava la terra stridea l'uscio dell'orto ed un passo sfiorava la rena. Entrava ella fragrante, mi cadea fra le braccia. O dolci baci, o languide carezze, mentr'io fremente le belle forme disciogliea dai veli! Svanì per sempre il sogno mio d'amore. L'ora è fuggita, e muoio disperato! E non ho amato mai tanto la vita! | Et les étoiles brillaient, Et la terre embaumait, La porte du jardin grinçait, et un pas effleurait le sable. Elle entrait, parfumée, me tombait dans les bras. O doux baisers ! ô caresses langoureuses ! Tandis que je tremblais, elle libérait ses belles formes de leurs voiles Il s'est évanoui pour toujours, mon rêve d'amour. L'heure s'est envolée, et je meurs désespéré ! Et je n'ai jamais autant aimé la vie ! | Le ciel luisait d'étoiles, Dans la nuit sans voiles, Par la porte entrouverte, Elle entrait soudain, vive, alerte. Et se pressait, fidèle, Sur mon cœur tout plein d'elle. Ô, doux baisers : Délicieuse ivresse ! Grâce divine d'une maîtresse entre mes bras, pâmée ! Il est fini, ce rêve heureux d'amour. L'heure est enfuie, et c'est mon dernier jour ! Je meurs désespéré. Et je n'aimai jamais autant la vie. |